# Léon Tissier
Ernest Léon Tissier dit Léon Tissier, né le 14 septembre 1876 à Paris 3e et décédé en 1943, est un architecte français célèbre pour ses œuvres dans le style Art déco et néoclassique. Il est notamment l'auteur du bâtiment de l'École nationale supérieure de l'aéronautique (ENSA) situé boulevard Victor, construit dans les années 1930.

## Biographie
Léon Tissier naît le 14 septembre 1876 à Paris 3e. Il est est le fils de Jacques Tissier 41 ans fabricant d'articles de voyage, et de Claudine Marie Fusil 30 ans. Il a un frère qui sera docteur.
Il suit initialement une formation à l'École spéciale d'architecture sous la direction de Paul Laynaud architecte à Paris 9è puis de Gustave Raulin (diplômé en 1895). Après deux tentatives, il entre ensuite à l'Ecole des Beaux-Arts en juillet 1897 et obtient son diplôme en 1910.
Il participe à la guerre de 14-18 et reçoit la Croix de Guerre.
Léon Tissier décède en 1943.

## Réalisations

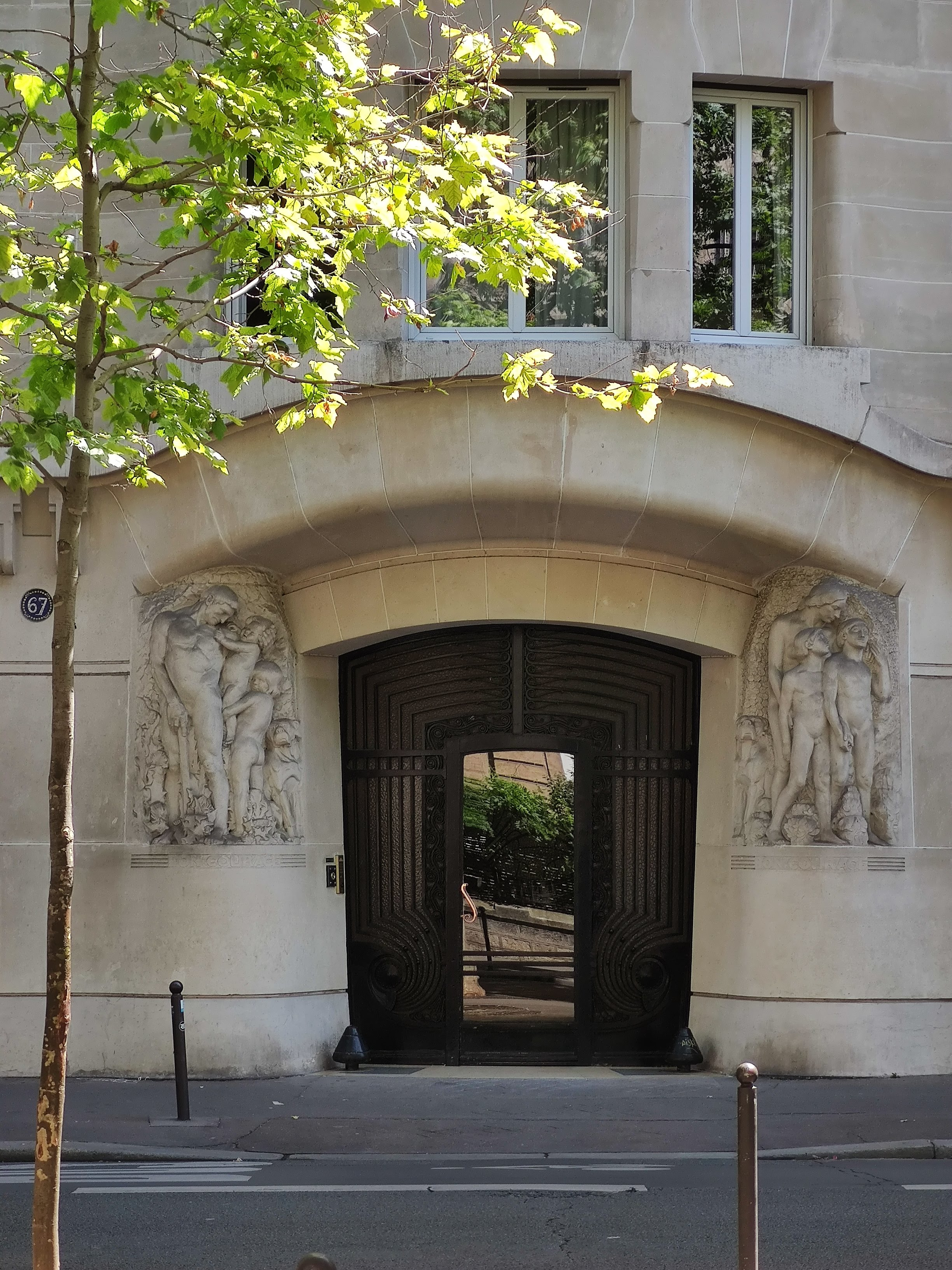
Entrée du 67 boulevard Raspail.

Léon Tissier s’installe à Paris et est actif entre 1909 et 1940.
Il commence sa carrière en réalisant des œuvres d’inspiration art nouveau, comme l’immeuble d’habitation au 65-67 boulevard Raspail en 1913 qui montre déjà ses tendances vers un style néoclassique et moderne,.
Mais il est surtout connu comme l'auteur du bâtiment de l'École nationale supérieure de l'aéronautique (ENSA) situé boulevard Victor, daté de 1934. Ce bâtiment,  considéré comme un chef-d’œuvre art déco et néoclassique, est remarquable par le traitement de sa façade, ses panneaux de verre gravé à motifs de nuages relevant d’une influence de Lalique, ainsi que par ses éléments de ferronnerie et ses bas-reliefs réalisés par Henri Bouchard.
Leon Tissier réalise aussi divers bâtiments d’habitation et institutions en France, notamment dans le Pas-de-Calais (églises de Rumaucourt, Sauchy-Lestrée et Saudemont), intégrant souvent des éléments de ferronnerie et de sculpture dans leur architecture. Il a aussi réalisé la villa de son frère, le docteur Tissier, en 1909 au hameau les Petites-Dalles.